# French Line (film)
Pour les articles homonymes, voir French Line (homonymie) et French.
Pour plus de détails, voir Fiche technique et Distribution.
French Line (The French Line) est un film américain réalisé en relief (3-D) par Lloyd Bacon, sorti en 1953.

## Synopsis
L'héritière d'un magnat du pétrole texan trouve l'homme de sa vie lors d'une croisière sur un paquebot français (The French Line était le surnom anglais de la Compagnie générale transatlantique).

## Fiche technique
- Titre : French Line
- Titre original : The French Line
- Réalisateur : Lloyd Bacon
- Producteurs : Edmund Grainger et Howard Hughes (producteur exécutif)
- Société de production : RKO Radio Pictures
- Scénario : Mary Loos et Richard Sale d'après une histoire de Matty Kemp et Isabel Dawn
- Photographie : Harry J. Wild
- Montage : Robert Ford
- Directeur musical : Constantin Bakaleinikoff
- Arrangements musicaux : Walter Scharf
- Musique : Josef Myrow
- Chorégraphie : Billy Daniel
- Direction artistique : Carroll Clark et Albert S. D'Agostino
- Décors de plateau : Al Orenbach et Darrell Silvera
- Costumes : Howard Greer et Michael Woulfe (pour Jane Russell)
- Pays de production :  États-Unis
- Format : Couleur Technicolor - Son : Mono (RCA Sound System)
- Genre : Film musical et comédie romantique
- Durée : 102 minutes
- Dates de sortie : 
  - États-Unis : 29 décembre 1953 première à Saint-Louis (Missouri)
  - États-Unis : 8 février 1954
  - France : 20 août 1954

## Distribution
- Jane Russell : Mary 'Mame' Carson
- Gilbert Roland : Pierre DuQuesne
- Arthur Hunnicutt : 'Waco' Mosby
- Mary McCarty : Annie Farrell
- Joyce Mackenzie : Myrtle Brown
- Rita Corday : Celeste
- Scott Elliott : Bill Harris
- Craig Stevens : Phil Barton
- Kasey Rogers : Katherine 'Katy' Hodges
- Steven Geray : François
- John Wengraf : Commandant Renard
- Michael St. Angel : George Hodges
- Barbara Darrow : Donna Adams
- Barbara Dobbins : Kitty Lee

Acteurs non crédités
- Theresa Harris : Clara, la servante de Mame
- Louis Mercier : un steward
- Dolores Michaels, Kim Novak : modèles
- Buck Young : un photographe